# Herbert Huncke
Herbert Huncke (Greenfield, 9 gennaio 1915 – New York, 8 agosto 1996) è stato uno scrittore e poeta statunitense.

## Biografia
Nato a Greenfield, in Massachusetts, si trasferisce presto a Chicago e poi a New York.
Alla Columbia University di New York incontra Jack Kerouac, Allen Ginsberg e William S. Burroughs.

## Opere
- Guilty of Everything: The Autobiography of Herbert Huncke (New York, Paragon House Publishers, 1990), ISBN 1557780447.
- Guilty of Everything (New York & Madras, Hanuman Books, 1987), ISBN 093781508X
- The Evening Sun Turned Crimson (Cherry Valley, NY, Cherry Valley Editions, 1980), ISBN 0916156435.
- Huncke's Journal (Poets Press, 1965)
- The Herbert Huncke Reader (New York, Morrow, 1997), ISBN 068815266X.